# Distretto di Kondoa
Il distretto di Kondoa è uno dei distretti in cui è amministrativamente suddivisa la regione di Dodoma in Tanzania. 

## Suddivisione amministrativa
Il distretto è diviso nelle seguenti circoscrizioni (wards), tra parentesi gli abitanti:
1. Bereko (8 223)
2. Bumbuta (10 149)
3. Busi (9 399)
4. Changaa (8 436)
5. Haubi (14 679)
6. Hondomairo (14 481)
7. Itaswi (13 790)
8. Itololo (7 594)
9. Kalamba (14 621)
10. Keikei (13 454)
11. Kikilo (9 620)
12. Kikore (15 529)
13. Kinyasi (9 872)
14. Kisese (14 921)
15. Kwadelo (13 504)
16. Masange (6 556)
17. Mnenia (13 056)
18. Pahi (15 766)
19. Salanka (10 675)
20. Soera (8 597)
21. Thawi (11 932)